# V605 Aquilae
Désignations
V605 Aquilae est une étoile de la constellation équatoriale de l'Aigle. Elle est située au centre de la nébuleuse planétaire Abell 58. C'est une étoile très inhabituelle, riche en carbone et déficiente en hydrogène.

## Évolution et propriétés
V605 Aquilae a été enregistrée pour la première fois en tant que nova en 1919, mais s'est avérée être une une étoile variable très inhabituelle. Elle a été mesurée à une magnitude de 10,4 à son apogée. L'étude de photographies antérieures a montré qu'elle était de magnitude 15 ou plus faible jusqu'en 1918, date à laquelle elle avait atteint la magnitude 12. Elle est restée à la magnitude 11 ou plus lumineux pendant plus d'une année, avant de disparaître visuellement. Elle a ensuite réaugmenté d'éclat, atteignant la magnitude 12 à la fin de l'année 1921 puis elle a de nouveau disparu en 1923. Le type spectral au moment de ses éruptions était de R0, soit celui d'une étoile carbonée froide déficiente en hydrogène similaire à certaines variables de type R Coronae Borealis,.
V605 Aquilae a ensuite été détectée à plusieurs reprises à des magnitudes allant de 18 à 20, mais il est probable qu'il ne s'agissait que de détections d'une petite protubérance nébuleuse entourant l'étoile. Les images d'Hubble ont montré que l'étoile elle-même devait être plus faible que la magnitude 23, bien que la nébulosité était un objet infrarouge irrégulier brillant de 0,5″ de diamètre[pas clair]. On soupçonnait que l'étoile était encore lumineuse mais qu'elle était largement cachée par une nébulosité dense. Bien que l'étoile n'ait pas pu être détectée directement, la lumière diffusée a montré un type spectral [WC4], assez différent du spectre visible à la luminosité maximale. En 2013, l'étoile centrale a fini par être détectée avec une magnitude de 20,2, mais avec une extinction estimée à quatre magnitudes. Son type spectral est effectivement celui d'une étoile Wolf-Rayet de type [WC4], un objet déficient en hydrogène mais riche en hélium et en carbone et qui montre de fortes raies spectrales en émission.
En 1921, on a estimé que la surface de l'étoile était composée de 98 % d'hélium et 1 % de carbone, typique des étoiles RCB. En 2006, les abondances mesurées sont de 55 % d'hélium, 45 % de carbone et 5 % d'oxygène, typique d'une étoile Wolf-Rayet. Ces deux abondances sont très inhabituelles, comparées à la majorité des étoiles qui sont principalement faites d'hydrogène.
À partir d'environ 1970, la température de l'étoile a commencé a augmenter et dépasse maintenant les 90 000 K. Elle est généralement considérée comme une étoile born-again (litt. « née de nouveau »), une étoile post-AGB qui a connu une impulsion thermique très tardive et qui a recommencé à fusionner des éléments. Une autre explication proposée est que l'explosion est une nova causée par une naine blanche à oxygène et néon. Pour expliquer les difficultés rencontrées avec la théorie de la nova, il a été proposé un processus de fusion entre une naine blanche et une étoile ordinaire.

## Abell 58
V605 Aquilae est au centre de la nébuleuse planétaire Abell 58 et on pense qu'elle en est la source. La nébuleuse planétaire visible est approximativement sphérique et beaucoup plus ancienne que l'explosion de 1919. Il existe également une nébuleuse beaucoup plus petite provenant de l'explosion et non sphérique. Sa forme pourrait être celle d'un disque combiné à une nébuleuse bipolaire ou un tore contenant une bande poussiéreuse. La bande ou le disque obscurcit presque entièrement l'étoile centrale. La comparaison des changements de taille angulaire de la nébuleuse avec ses vitesses radiales suggèrent une distance d'environ 4 600 pc (∼15 000 al).